# Suguna Vilasa Sabha
Suguna Vilasa Sabha (noto anche come SVS club) è un club fondato nel 1891 da Pammal Sambandha Mudaliar a Madras, India, assieme ad una banda di uomini di buon senso per la promozione del talento istrionico. È una delle compagnie teatrali più antiche e importanti della città.

## Storia
Il Suguna Vilasa Sabha venne fondato a Madras come compagnia teatrale nell'anno 1891, in una casa nel quartiere di Georgetown. Veniva ospitato nella scuola superiore di Vijayanagaram Maharajas a George Town, senza affitto. Nel 1896 affittò un locale in Thambu Chetty Street. Nel 1902, si trasferì al Victoria Public Hall dove ampliò le sue attività e fornì ulteriori servizi ricreativi come tennis, biliardo, ping pong e altri giochi, oltre a mettere in scena molti spettacoli teatrali. Funzionò fino al 1936, quando cambiò ancora luogo andando a Mount Road. Nel 1945, il Sabha costruì il proprio teatro, il New Theatre. Quando i drammi teatrali iniziarono a declinare dopo la seconda guerra mondiale, si trasformò in un club sociale.